# Лоренцо Венециано
Лоренцо Венециано (итал. Lorenzo Veneziano) — итальянский живописец, второй половины XIV века, стоявший у истоков венецианской школы.

## Биография
Лоренцо был ведущим венецианским художником второй половины Треченто. Несмотря на то, что сохранилось несколько произведений с его подписью, охватывающих период с 1356 по 1372 год, до сих пор не обнаружено бесспорных архивных документов, дающих возможность без сомнений идентифицировать личность художника.
Имя «Лоренцо» фигурирует в различных юридических бумагах той поры, однако у исследователей нет уверенности, что это один и тот же человек. Предположение, что Лоренцо Венециано — это тот Лоренцо, который, согласно документу от 1379 года, пожертвовал 400 лир на военную кампанию против Генуи, и тот Лоренцо «pictor sanctorum» (то есть художник, рисовавший святых), который 4 июня 1365 года был выбран наследником своим отцом Никколо, (который в свою очередь тоже был живописцем) — первоначально было воспринято критикой весьма скептически, однако со временем критический накал сошёл на нет. Возможно, что это был один и тот же человек. Возможно, что речь идёт об этом же человеке в другом документе: 26 июня 1374 года Маргерита, вторая супруга умершего Никколо, в своём завещании поручает фидеикомисс Лоренцо, художнику, проживающему при приходе Санта Марина и женатому на её сестре Елене. В свою очередь «Lorenzo de il Santi», прихожанин Санта Марина, который, однако, не был первоклассным живописцем, зарегистрирован среди членов братства Скуола ди Сан Кристофоро деи Мерканти, чей устав от 1377 года содержит две миниатюры, которые иногда приписывают Лоренцо Венециано. В документе от 23 июля 1371 года тоже фигурирует «Лоренцо художник», но женатый уже на некой Аньезе и проживающий при приходе св. Луки. Несмотря на противоречивость данных и осторожность, необходимую в обращении с ними, итальянская исследовательница Кристиана Гварньери далее развивает линию «Лоренцо сын Никколо», сообщая, что ещё один сын художника Никколо, рождённый в первом браке Пьетро, то есть брат Лоренцо, был отцом другого живописца — Николо ди Пьетро, работавшего в стиле интернациональной готики. Если эта версия верна, то Лоренцо Венециано принадлежал к артистической династии, сыгравшей заметную роль в развитии венецианской живописи в конце XIV — начале XV веков.
Формирование художника и ранний период его творчества остаются неизвестными. Первое датированное произведение Лоренцо — «Полиптих Лиона» (1357г), демонстрирует очень высокое качество живописи. Такой крупный заказ мог быть доверен только уже известному и проявившему себя художнику. Исследователи предполагают, что Лоренцо в начале 1350-х годов прошёл хорошую школу в мастерской ведущего венецианского живописца Мастера Паоло (хотя эта версия не имеет документальных подтверждений и подвергается сомнению). Византийско-венецианский стиль Мастера Паоло Лоренцо интерпретировал в готическом духе. Его искусство представляет собой достаточно решительный отход от византинизма, он считается главным проводником готической стилистики в венецианской живописи XIV века. Исследователи отмечают также, что выразительность написанных им фигур указывает на влияние Томмазо да Модены, а их линеарная пластика говорит об основательном знании творчества его современника Гварьенто ди Арпо. Кроме этого, часто говорят о контактах Лоренцо с современным ему искусством Болоньи (относительный натурализм и жизнеподобие болонской живописи того периода, породили гипотезу, что учителем Лоренцо мог быть Джованни да Болонья). В местные художественные центры северной Италии уже в первой половине XIV века проникало влияние богемского «сладкого стиля», и венецианская живопись, долго колебавшаяся между византийским искусством и готикой, при посредстве Лоренцо, наконец, более решительно стала отходить от своей традиции в сторону северного стиля.

## Произведения
Формирование корпуса ранних работ художника представляет известную трудность. Широко распространённое мнение, что его руку следует искать среди произведений, располагающихся между византийским стилем и поздними произведениями Паоло Венециано, привело к тому, что в группе ранних работ Лоренцо оказались:
- «Рождество» (Национальный музей, Белград),
- «Мадонна с младенцем и донатором Петром Джиджи» из приходской церкви Маццолано (Имола, Окружной музей),
- Две створки «Скорбящая Богоматерь» и «Иоанн Богослов» (Турин, Галерея Савой).

Однако уже и в этих, предположительно ранних произведениях Лоренцо ощущается столь сильное влияние Падуи, и её ведущего мастера Гварьенто, что ученичество у Паоло Венециано было подвергнуто сомнению. Использование светотеневой моделировки, выразительные жесты, широкие «ломаные» складки драпировок — таковы особенности его стиля, послужившие основанием для атрибуции Лоренцо следующей группы работ:
- «Мария, Распятие и шесть святых» (Бостон, Музей Изабеллы Стюард Гарднер),
- «Мадонна Смирение и Распятие» (Лондон, Галерея Курто),
- Левая часть диптиха или алтаря с изображением трех святых (Юлиан, Марк и Варфоломей) и трех эпизодов из жизни св. Николая (Венеция, музей Коррер),

Два эпизода из жизни Иоанна Крестителя:
- «Рождество Иоанна» (Нью-Йорк, Коллекция Уайлденстейн),
- «Иоанн Креститель указует на Христа ученикам» (Детройт, Институт искусств).

- Рождество. Национальный музей, Белград.
- Рождество Иоанна. Коллекция Уайлденстейн, Нью-Йорк.
- Трое святых. Часть алтаря. Музей Коррер, Венеция.
- Мадонна Смирение и Распятие. Лондон, Галерея Курто.

Третья группа произведений находится в Вероне. Доподлинно неизвестно, приезжал ли художник в этот город, но от жившего в XVIII веке веронца Сципионе Маффеи сохранилось сообщение об алтарной картине с подписью «Laurentis pinxit» («написал Лоренцо») и датой 1356 г., которая хранилась у него (впоследствии утрачена). Поиски, основанные на этом сообщении, привели к обнаружению в Вероне работ, стилистически близких манере Лоренцо: «Расписной крест» в базилике Сан Дзено; «Мадонна Смирение со св. Домиником, св. Петром — мучеником и двумя донаторами» (1358 г., это фреска, переведённая на холст; изображённые донаторы, по всей вероятности, Кангранде II из рода Скалигеров, и его супруга Елизавета Баварская) в базилике Санта Анастасия; две фрески: «Коронование Марии» и «Поклонение волхвов» в церкви Сан Фермо. Все работы хронологически располагают в районе 1356—58 годов. Кроме Вероны Лоренцо работал в Падуе, Виченце, Болонье, Имоле и Удине; исследователи вообще считают, что он больше работал за пределами Венеции, чем в своём родном городе.
- Мадонна дель Розарио. фреска. Верона, ц. Санта Анастазия.
- Распятие. деталь. Верона, ц. Сан Дзено.

В 1357 году Лоренцо получил заказ на роспись большого алтаря от Доменико Лиона, представителя венецианской знати, служившего в 1356—57 годах сенатором (дату начала работ и посвящение донатора Лиона, который изображён возле ног Богородицы, до сих пор можно прочитать в нижней части алтаря). Произведение предназначалось для церкви Сан Антонио (Св. Антония Аббата) в Кастелло (Венеция), оно должно было украшать главный алтарь этого храма. Художник завершил его в 1359 году, и произведение почти целиком дошло до нашего времени. Была утрачена только одна панель, располагавшаяся над центральной сценой Благовещенья; она была заменена на изображение Бога-отца, которое приписывают кисти Бенедетто Диана. Более двух метров в высоту и около четырёх метров в ширину полиптих состоит из 18 крупных икон, и 41-й мелкой. В центральной сцене «Благовещения» художник развернул туловище Марии под углом 3/4, и постарался передать его трёхмерность. Исследователи отмечают натурализм и одновременно поэтичность этой сцены, невиданные для тогдашней венецианской живописи.
- Полиптих Лиона. Галерея Академии, Венеция.
- Полиптих Лиона, левая часть.
- Полиптих Лиона, правая часть.

Следующим по времени было «Мистическое обручение св. Екатерины». На картине стоит дата — 2 февраля 1359 года (1360 г. по современному календарю), и подпись LORECO PENTOR INVENEXIA; когда-то она была центральной частью полиптиха, позднее разобранного. Византийская схема изображения тронной Марии и предстоящих святых нарушена в этой сцене игривым движением младенца Иисуса; лицам некоторых персонажей придана не иконописная живость. 17 сентября 1361 года художник закончил «Мадонну с младенцем на троне» (Падуя, городской музей; на картине есть подпись и дата).
В декабре 1366 года Лоренцо завершил другое крупное произведение — полиптих для Домского собора в Виченце, известный как «Полиптих Проти». Его заказали представители местной аристократии Джованни и Томмазо Проти, которые изображены коленопреклонёнными возле ног святых на боковых панелях алтаря. Центральная картина полиптиха представляет собой икону «Успение Марии», над ней художник расположил «Распятие», по сторонам от которого находятся фигуры св. Екатерины и св. Елены. Несмотря на византийские типажи Христа и ангелов в центральной сцене, фигуры прочих святых переданы с готическим изяществом, а их одежды роскошны.
- Мистическое обручение св. Екатерины. Галерея Академии, Венеция.
- Полиптих Проти. Виченца, собор.

Далее был алтарь, исполненный Лоренцо для церкви Сан Джакомо в Болонье. Источник XVII века сообщает, что на нём стояла дата — 4 июля 1368 года, однако в 1491 году он был передвинут, в 1616 году перенесён в капеллу монастыря, и в 1636 году окончательно разобран. В XVIII веке его центральная часть, с датой и подписью автора, хранилась в коллекции Эрколани в Болонье. Сегодня считают, что это «Коронование Марии», которое находится в Музее изящных искусств г. Тура (Франция; картина обрезана по краям). Две другие части — «Св. Варфоломей» и «Св. Антоний-аббат» хранятся в Национальной галерее, Болонья. Остальные части, если следовать реконструкции предложенной Де Марки, это «Св. Сигизмунд» и «Св. Екатерина», приобретенные на аукционе Швейцарско-итальянским Банком Лугано, а также, возможно, «Св. Леонард» (Музео ди Палаццо Беломо, Сиракузы).
- Коронование Марии. Тур, Музей изящных искусств.
- Св. Варфоломей и Св. Антоний-аббат. Болонья, Пинакотека.

В январе 1370 года Лоренцо завершил роспись «Полиптиха св. Петра». Его центральная панель «Христос передаёт ключи св. Петру» хранится в Музее Коррер, Венеция (на ней есть дата и подпись художника); части пределлы с эпизодами из жития святых Петра и Павла находятся в Государственных музеях Берлина. В Берлине ранее хранились и боковые панели с изображениями св. Марка и Иоанна Крестителя (левые) и св. Бернарда и св. Иеронима (правые), однако эти части погибли в 1945 году. Массивная фигура Христа, его трон, сокращающийся в размерах, словно бы подчиняясь какой-то странной перспективе, соседствуют здесь с картинами пределлы, которые полны свободной повествовательности с явно выраженным желанием изобразить повседневную жизнь, и вниманием к деталям пейзажа. Эти особенности сближают полиптих с болонским искусством той поры; хронологически он принадлежит тому же периоду, когда Лоренцо расписывал алтарь для болонской церкви Сан Джакомо. Однако до сих пор неизвестно для какого храма предназначалось это произведение.
- Христос передаёт ключи св. Петру. Галерея Академии, Венеция.
- Обращение Павла. Деталь пределлы. Гос. музеи, Берлин
- Призвание апостолов Петра и Андрея. Деталь пределлы. Гос. музеи, Берлин
- Христос спасает тонущего Петра. Деталь пределлы. Гос. музеи, Берлин
- Проповедь апостола Петра. Деталь пределлы. Гос. музеи, Берлин
- Распятие св. Петра. Деталь пределлы. Гос. музеи, Берлин

Неизвестно также, для какой церкви предназначался и следующий по времени полиптих — «Благовещенье» (ныне он хранится в Галерее Академии, Венеция). Вокруг центральной сцены с Марией и благовестующим ангелом, художник расположил изображения святых Николая, Иоанна Крестителя, Якова и Стефана. Дату и подпись художника можно прочитать в нижней части трона («1371, написал Лоренцо»). В этом полиптихе виден ещё больший отход от византийской традиции, художник делает акцент на передаче объёмов фигур, яркой цветовой гармонии и игре света. Другой любопытной особенностью, на которую обращают внимание исследователи, является то, что Лоренцо изобразил святых стоящими на цветущих лужайках, как это было принято в готической живописи по ту сторону Альп. Художник использовал этот приём если не первым, то одним из первых в итальянской живописи.
Триптих, написанный Лоренцо Венециано для офиса торговцев шёлком в 1371 году, стилистически близок полиптиху «Благовещенье». Первоначально он состоял из «Воскресения Христа» (ныне в Милане, Музей Кастелло Сфорцеско), двух боковых панелей — «Св. Пётр» и «Св. Марк» (Венеция, Галерея Академии) и утерянной «Мадонны с младенцем», но в дальнейшем был расформирован. Произведение было подписано и датировано ноябрём 1371 г. В 1947 году Роберто Лонги реконструировал этот триптих, исходя из размеров его разрозненных частей, и надписей на полях. Он же идентифицировал утерянную «Мадонну с младенцем» с картиной на эту тему, хранящейся в Музее искусства Бирмингема (несмотря на то, что она не подходит по размеру). Дата создания указывает на возможную связь между триптихом и фресками, написанными Никколо Семитеколо в 1370 году в принадлежавшей лукканцам капелле церкви Санта Мария деи Серви, поскольку лукканская община Венеции в тот период играла решающую роль на венецианском рынке шёлка. Тонкий линеарный ритм, присущий триптиху, сближает его с последней подписанной и имеющей дату работой Лоренцо — «Мадонной с младенцем» (сентябрь 1372г, Лувр, Париж). По всей вероятности эта картина из Лувра была центральной частью неизвестного алтаря.
- Св. Пётр. Венеция, Галерея Академии.
- Воскресение Христа. Кастелло Сфорцеско, Милан.
- Св. Марк. Галерея Академии, Венеция.

Полиптих из монастыря Санта Мария делла Челестия (Милан, Пинакотека Брера) не имеет ни подписи автора, ни даты. Он приписан Лоренцо благодаря инвентарной описи, сделанной Эдвардсом в XIX веке. Существует также множество произведений, приписанных кисти Лоренцо по тем или иным соображениям: «Мадонна делла Роза» (Коллекция Массари, Феррара), «Мадонна с младенцем на троне» (Музей Метрополитен, Нью-Йорк), «Мадонна Смирение между св. Марком и Иоанном Крестителем» (Лондон, Национальная галерея; работа сильно напоминает падуанскую фреску Лоренцо от 1361 г.). По аналогичной схеме написана «Мадонна Смирение между св. Бьяджо и св. Еленой» (Маастрихт, Боннефантенмузеум). Кроме этого художнику приписывают две «Мадонны Смирение» — одна в Триесте в ц. Санта Мария Маджоре, другая в Виченце, ц. Санта Корона. Лоренцо также приписывается небольшая дощечка с изображением «Чуда св. Николая», вероятно, бывшая деталь пределлы, из Государственного Эрмитажа (Санкт Петербург), и небольшой триптих с Распятием из коллекции Тиссена-Борнемисы, Мадрид.
- Мадонна с младенцем. Лувр, Париж.
- Полиптих из монастыря Санта Мария делла Челестия. Милан, Пинакотека Брера.
- Мадонна с младенцем на троне и два донатора. Музей Метрополитен, Нью-Йорк.
- Мадонна Смирение между св.Марком и Иоанном Крестителем. Лондон, Национальная галерея.
- Портативный триптих. Музей Тиссена-Борнемисы, Мадрид.

По мнению исследователей Лоренцо Венециано занимался и книжной миниатюрой. Ему приписывают две миниатюры из «mariegola» (устава) Скуола Гранде ди Сан Марко (Венеция, Музей Коррер) — «Св. Марк вручает устав представителям братства» и «Избиение Христа». Также ему приписывают две миниатюры из устава Скуола Гранде делла Мизерикордиа — «Избиение Христа» (Кливленд, Музей искусства) и «Мадонна Милосердия» (Частное собрание, Милан). И наконец, его имя связывают с миниатюрой во всю страницу изображающей св. Христофора из устава Скуола ди Сан Кристофоро деи Мерканти, датированную 1377 годом (Венеция, Городской архив). Среди графических работ только один рисунок считается достоверным произведением Лоренцо — это небольшой, нарисованный коричневой тушью этюд; вероятно, он был наброском рисунка ткани для изготовления антепендиума. На нём изображена «Мадонна Милосердия» в центре, по краям от неё «Святой пророк» и «Иоанн Богослов», а также две сцены введения во храм — Иисуса, и Марии.
- Избиение Христа. Миниатюра из устава. Музей искусства, Кливленд.
- Мадонна Милосердия. миниатюра из устава. Частное собрание, Милан.